# クリッター (映画)
『クリッター』（原題: Critters）は、1986年制作のアメリカ合衆国のSFコメディ映画。
ロジャー・コーマンのもとで修業したスティーヴン・ヘレクの監督デビュー作。
シリーズ化され、5作目まで制作された。

## あらすじ
銀河系の遥かかなたのとある小惑星にある刑務所から、体は小さいが性格は極悪非道で鋭い歯を持ちどんなものでも食べてしまうエイリアン「クリッター」が脱獄、地球へと逃亡した。
「クリッター」を仕留めるべく2人のバウンティハンターが派遣され、人気ロック歌手などの顔を拝借して地球に潜入する。
一方、アメリカ中部のとある小さな町。ここに暮らす平凡な一家が「クリッター」の襲撃を受け、息子のブラッドは一人「クリッター」に立ち向かう。

## キャスト
| 役名                                    | 俳優                               | 日本語吹替 |
| --------------------------------------- | ---------------------------------- | ---------- |
| ヘレン・ブラウン                        | ディー・ウォレス・ストーン         | 宗形智子   |
| ハーヴ                                  | M・エメット・ウォルシュ            | 宮川洋一   |
| ジェイ・ブラウン                        | ビリー・グリーン・ブッシュ         | 阪脩       |
| ブラッド・ブラウン                      | スコット・グライムス               | 浪川大輔   |
| エイプリル・ブラウン                    | ナディーン・ヴァン・ダー・ヴェルデ | 佐久間レイ |
| バウンティハンター/ジョニー・スティール | テレンス・マン                     | 鈴置洋孝   |
| チャーリー                              | ドン・オッパー                     | 納谷六朗   |
| スティーヴ                              | ビリー・ゼイン                     |            |
| ジェフ                                  | イーサン・フィリップス             |            |
| クリッターの声                          | コーリー・バートン                 |            |

その他声の出演：矢野陽子、秋元羊介、大滝進矢、緒方賢一
テレビ放送：TBSテレビ『ザ・ロードショー』1988年3月8日放送